# Resultados do Carnaval de São Paulo em 1981
Esta página contém os resultados do Carnaval de São Paulo em 1981.

## Escolas de samba

### Grupo 1
Os desfiles do Grupo 1 ocorreram no dia 1º de março de 1981.
Classificação
| Legenda: Campeã Rebaixada |

| Col. | Escola                    | Enredo                                                                                | Pontos |
| ---- | ------------------------- | ------------------------------------------------------------------------------------- | ------ |
| 1    | Vai-Vai                   | Acredite se quiser                                                                    | 99,00  |
| 2    | Mocidade Alegre           | Visungo "Canto de Riqueza"                                                            | 97,50  |
| 3    | Camisa Verde e Branco     | Amor, Sublime Amor                                                                    | 97,00  |
| 4    | Nenê de Vila Matilde      | Axé - Sonho de Candeia                                                                | 95,50  |
| 5    | Rosas de Ouro             | Do Caminho do Mar à Ilha do Tesouro                                                   | 95,50  |
| 6    | Barroca Zona Sul          | Uma Hora na Amazônia                                                                  | 93,00  |
| 7    | Imperador do Ipiranga     | Acaiaca - A Sacerdotisa do Sol                                                        | 91,00  |
| 8    | Renascença da Lapa        | Viva Nova Canaã                                                                       | 88,50  |
| 9    | Pérola Negra              | Quem Não Pode, Pode No 1º de Abril ou A Visita do Reino de Mentira ao País da Verdade | 79,50  |
| 10   | Cabeções de Vila Prudente | Do Iorubá ao Reino de Oyó                                                             | 67,50  |

### Grupo 2
Os desfiles do Grupo 2 ocorreram no dia 2 de março de 1981.
Classificação
| Legenda: Promovida Rebaixada |

| Col. | Escola                 | Enredo                                        | Pontos |
| ---- | ---------------------- | --------------------------------------------- | ------ |
| 1    | Unidos do Peruche      | Moço de Prata, Vitória-régia no Carnaval      | 91,00  |
| 2    | Príncipe Negro         | Hoje Tem Feijoada                             | 83,00  |
| 3    | Acadêmicos do Tucuruvi | Revista Musicada                              | 83,00  |
| 4    | Flor da Vila Dalila    | O Sonho de um Imperador                       | 81,00  |
| 5    | Império do Cambuci     | Poromonhangaba, O Senhor dos Sonhos           | 79,00  |
| 6    | Tom Maior              | No País do Carnaval, um Carnaval de Fantasias | 78,00  |
| 7    | Águia de Ouro          | Dorival Caymmi, "O Cancioneiro da Bahia"      | 72,00  |
| 8    | Colorado do Brás       | O Nosso Calendário                            | 67,00  |
| 9    | Acadêmicos do Ipiranga | Maria, Maria na Bahia                         | 67,00  |
| 10   | Prova de Fogo          | As Quatro Estações do Ano                     | 64,00  |
| 11   | Paulistano da Glória   | Ecologia, Reino da Vida é Esplendor           | 45,00  |
| 12   | Unidos de Vila Maria   | O Eldorado e as Amazonas                      | -29,00 |

### Grupo 3
Os desfiles do Grupo 3 ocorreram no dia 28 de fevereiro de 1981.
Classificação
| Legenda: Promovida Rebaixada |

| Col. | Escola                      | Enredo                                     | Pontos |
| ---- | --------------------------- | ------------------------------------------ | ------ |
| 1    | Filhotes da X-9             | Herança de uma Raça                        | 85,0   |
| 2    | Primeira do Itaim Paulista  | O Zodíaco                                  | 83,0   |
| 3    | Primeira de Vila Carolina   | Lenda da Vitória Régia                     | 77,0   |
| 4    | Passo de Ouro               | Imortais do Samba                          | 73,0   |
| 5    | Morro da Casa Verde         | História de um Negro Brasileiro            | 72,0   |
| 6    | Fio de Ouro                 | O Romancista - José de Alencar             | 70,0   |
| 7    | Diplomatas de São Miguel    | Os Dogons, Raiz da Cultura Afro Brasileira | 70,0   |
| 8    | Império Lapeano             | O Coreto da Folia - "Moraes Sarmento"      | 69,0   |
| 9    | Falcão do Morro Itaquerense | Lendas da Imaginação de um Povo            | 60,0   |
| 10   | Acadêmicos do Tatuapé       | Rosalina, "a Nossa Costureira"             | 59,0   |
| 11   | Levanta Poeira              | Mania de Aquarela                          | 52,0   |
| 12   | Estrela de Prata            | Chico Rei de Vila Rica                     | 15,0   |

### Grupo 4
Os desfiles do Grupo 4 ocorreram no dia 28 de fevereiro de 1981.
Classificação
| Legenda: Promovida Rebaixada |

| Col. | Escola                              | Enredo                                   | Pontos |
| ---- | ----------------------------------- | ---------------------------------------- | ------ |
| 1    | Imperiais do Real Parque            | Mundo Infantil                           | 88,0   |
| 2    | Flor da Penha                       | Deixa Falar - A Primeira Escola de Samba | 75,0   |
| 3    | Cachoeira Império do Samba          | Zumbi dos Palmares                       | 67,0   |
| 4    | Dragões de Vila Alpina              | Visão Colorida                           | 65,0   |
| 5    | Aristocratas do Tucuruvi            | Quilombo dos Palmares                    | 62,0   |
| 6    | Corujas de Vila Esperança           | Terror e Paixão Nordestino               | 55,0   |
| 7    | Lavapés                             | Dias de Glórias de Carmem Miranda        | 54,0   |
| 8    | Mocidade Independente da Zona Norte | Deuses e a Consagração da Natureza       | 53,0   |
| 9    | Caprichosos da Liberdade            | Bateria, Alma das Escolas de Samba       | 52,0   |
| 10   | Folha Azul dos Marujos              | A Sinfonia do Brasil                     | -11,0  |

### Vaga Aberta
Os desfiles do grupo ocorreram no dia 28 de fevereiro de 1981.
Classificação
| Legenda: Promovida |

| Col. | Escola                                   | Enredo                                   | Pontos |
| ---- | ---------------------------------------- | ---------------------------------------- | ------ |
| 1    | Unidos de São Miguel                     | O Mundo Encantado do Baixo São Francisco | 89,0   |
| 2    | Primeira da Aclimação                    | História da Vovó                         | 79,0   |
| 3    | Imperatriz da Pauliceia                  | Caco Velho, Uma Lembrança Paulista       | 76,0   |
| 4    | Ermelinense                              | A Dança dos Ventos                       | 74,0   |
| 5    | São Paulo Zona Sul                       | Um Dia na Natureza                       |        |
| 6    | Unidos de São Lucas                      | Exaltação à Vinícius de Moraes           | 58,0   |
| 7    | Flor de Maio                             | A Natureza                               |        |
| 8    | Os Bambas                                | Alberto Santos Dumont                    |        |
| 9    | Primeira lá de casa                      | Alberto Santos Dumont                    | 32,0   |
| 10   | Flor da Zona Sul                         | Rei Zumbi                                | -38,0  |
| --   | Solar de Amigos                          |                                          | --     |
| --   | Mocidade Independente do Jardim Brasília | Sonhos de um garimpeiro                  | --     |